# Lepthyphantes altissimus
Lepthyphantes altissimus là một loài nhện trong họ Linyphiidae. Loài này phân bố ở Trung Quốc.